# Tremblante du mouton

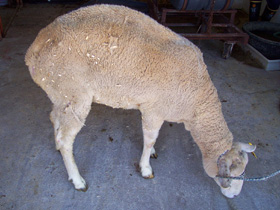
Mouton atteint de la tremblante.

La tremblante du mouton, également appelée gratte ou scrapie (qui dérive du verbe anglais to scrape : « gratter ») est une maladie animale à prions, du groupe des encéphalopathies spongieuses transmissibles (ESST, analogue à l'ESB) qui atteint les petits ruminants (ovins, caprins), bovin, wapiti, cerf, élan… C'est une maladie mortelle qui se caractérise par l'apparition de troubles du comportement liés à une atteinte du système nerveux central.  Les prions infectieux font partie des « agents transmissibles non conventionnels (ATNC) » et sont dits « prions pathogènes ».

## Histoire
Cette maladie a été diagnostiquée la première fois en Grande-Bretagne et en Europe en 1732, date de son apparition chez des chèvres et moutons dans un élevage anglais. En 1936, deux vétérinaires français, Jean Cuillé et Paul-Louis Chelle, professeurs à l’École nationale vétérinaire de Toulouse, ont établi que cette maladie était causée par « un agent non conventionnel »  présent dans le cerveau et la moelle des animaux malades et qu'elle était inoculable et transmissible dans certaines conditions à d'autres moutons . Depuis, cette maladie affecte les cinq continents et son incidence peut atteindre 30 % dans certains troupeaux du Royaume-Uni. 
Aucun cas de transmission à l'homme n'a été signalé depuis plus de deux siècles. Mais l'identification de l'agent infectieux (le prion) est très récente. On n'a jusqu'à présent jamais démontré la possibilité d'une transmission à l'Homme ou à d'autres animaux, mais elle ne peut être exclue avec certitude.

## Description
La transmission de la tremblante s'effectue essentiellement de la mère au jeune par la voie placentaire, mais aussi via le lait chez les ovins et les caprins. Le temps d'incubation est de 1,5 an (en moyenne). Le plus jeune sujet à avoir été diagnostiqué était un agneau âgé de 7 mois.
On distingue habituellement deux formes cliniques de la tremblante : la forme prurigineuse et la forme paralytique, mais il est possible d'observer l'expression des deux formes chez un même animal. Dans la forme prurigineuse, la maladie débute par prurit dorso-lombaire, qui tend à  se généraliser, avec développement de comportements de grattage (d'où le nom anglo-saxon de la maladie, scrapie, du verbe to scrape : se gratter). La laine est ébouriffée, puis arrachée par plaques, laissant la place à des lésions infectées. La forme paralytique débute, quant à elle, par une parésie des membres postérieurs (démarche ébrieuse, chutes, perte de la coordination).
Dans les deux formes, on observe également, dès les premiers symptômes, des troubles du comportement (fuite, désorientation, reculs) ainsi qu'une hyperesthésie se manifestant par des tremblements provoqués par la moindre excitation (oreilles, puis tête, encolure et membres), d'où le nom de français de la maladie : tremblante. 
L'appétit est conservé, mais l'état général de l'animal s'altère et les symptômes s'aggravent : tremblements permanents, décubitus, amaigrissement, cachexie, coma et convulsions, le décours, toujours fatal, pouvant durer un à deux mois en moyenne (15 jours à 6 mois)

## Diagnostic
Il ne peut être confirmé avec certitude que sur l'animal mort, par un examen histopathologique permettant de mettre en évidence des lésions spongiformes du cerveau caractéristiques de ce groupe de maladies.

## Risque éco-épidémiologique et sanitaires
Fin février 2006, le Laboratoire national de référence pour les encéphalopathies spongiformes transmissibles (EST) de l’AFSSA (Agence française de sécurité sanitaire des aliments) a isolé sur deux cerveaux de moutons venant de la Nièvre et de la Vienne une souche de prion différente de celles habituellement trouvées. 
Le Laboratoire européen de référence de Weybridge (Royaume-Uni) a confirmé que les caractéristiques de ce prion étaient inhabituelles, mais différentes des souches d’encéphalopathie spongiforme bovine (ESB). Des tests d'inoculation à des souris détermineront la pathogénicité de ce prion avec des résultats attendus pour le 1er trimestre 2007.
 En mars 2006 le laboratoire alertait la Commission européenne, à la suite de la découverte d'un cas semblable sur un mouton venant de Chypre. La Commission a demandé des tests supplémentaires.
En mai 2004, selon une étude française publiée dans la revue britannique Nature Medicine, on a également trouvé des prions pathogènes dans les muscles de moutons atteints de tremblante. Ces prions avaient une configuration protéique  anormale. Le taux de ces prions dans les cellules musculaires est 5 000 fois inférieur à celui trouvé dans le cerveau ou les ganglions lymphatiques et il ne modifie pas selon les auteurs le risque de transmission de la maladie à l'Homme. Cette découverte soulève cependant des inquiétudes car il a été démontré expérimentalement que l'ESB est transmissible au mouton, bien que cela n'ait jamais été vérifié dans la nature ou en élevage. Or en présence de prions suspects, aucun test ne permet de distinguer la tremblante de l'ESB sur des animaux vivants.
Certaines souches de moutons semblant naturellement résistantes à la tremblante (ainsi qu'à l'ESB), il a été proposé une prévention par sélection génétique car le caractère semble héréditaire (mais une contagion est possible).
La surveillance des EST a été renforcée chez les ovins et les caprins à l’équarrissage et à l’abattoir.
Les troupeaux d'origine de ces deux moutons ont été isolés et restent sous surveillance.
La vente d’ovins et de caprins atteints de tremblante est interdite, mais celle du lait est resté autorisée. Or selon l'Autorité européenne de sécurité des aliments (AESA), plusieurs rapports et avis récents laissent penser qu'en cas de présence d’animaux infectés dans un troupeaux, il y a risque d'exposition d'autres animaux, mais aussi de l'Homme aux prions pathogènes (via le lait), ceci bien avant l'apparition de signes cliniques chez les animaux. On n'a cependant pas de données permettant de confirmer ou infirmer que ce prion soit pathogène pour l'homme. Le groupe scientifique interrogé par l'AESA a recommandé  « de plus amples études afin d’évaluer le risque d’exposition via le lait, notamment en ce qui concerne la tremblante atypique et l’ESB ».
En novembre 2008, la Commission européenne a donc proposé — par précaution — d’interdire à la vente le lait d'ovins et de caprins atteints de tremblante. L’AESA a dans un avis souligné un risque de transmission du prion via les produits laitiers de chèvres ou brebis, confirmant les conclusions d'une étude britannique antérieurement publiée.

## En France

### Répartition
En France, la tremblante est présente sur l'ensemble du territoire avec toutefois une prédominance dans le Sud, région qui comprend la plus forte densité d'élevages ovins.

### Surveillance
Du 1er janvier au 22 août 2006, la France avait signalé 249 cas, pour 245 689 ovins et 108 126 caprins analysés durant cette période (source DGAL). 
En 2012, sur 52 911 ovins et 66 379 caprins testés à l’abattoir et à l’équarrissage, 2 cas de tremblante classique ont été détectés chez les ovins et 2 chez les caprins ; 22 cas de tremblante atypique ont été détectés chez les ovins et 5 chez les caprins. Depuis 2002, la prévalence de la maladie, tant classique qu'atypique, tend à diminuer.
En France, l’Anses a préconisé que les laits et produits laitiers provenant de troupeaux suspects ne puissent être consommés, mesure qui concernait début 2008 une dizaine de troupeaux français (sur plus de 10 000 troupeaux laitiers ovins et caprins).
L’arrêté du 10 août 2010 met en place des mesures techniques et financières destinées à exclure du cheptel les animaux considérés génétiquement sensibles à la tremblante.

## Au cinéma
- Béliers, de Grímur Hákonarson